# Galina Malčugina
Galina Vjačeslavovna Malčugina (rusko Галина Вячеславовна Мальчугина), ruska atletinja, * 17. december 1962, Brjansk, Sovjetska zveza.
Nastopila je na poletnih olimpijskih igrah v letih 1988, 1992 in 1996 ter osvojila srebrno in bronasto medaljo v štafeti 4x100 m, v isti disciplini je osvojila še četrto mesto, v teku na 200 m pa peto in dve osmi mesti. Na svetovnih prvenstvih je osvojila zlato in srebrno medaljo v štafeti 4x100 m in bronasto medaljo v teku na 200 m leta 1995, na evropskih prvenstvih srebrno in bronasto medaljo v štafeti 4x100 m ter dve bronasti medaljo v teku na 200 m, na evropskih dvoranskih prvenstvih pa naslov prvakinje leta 1994 in bronasto medaljo v teku na 200 m.